# Дейвід Г'юм
Дейвід Г'юм (також Девід Х'юм, Девід Юм, англ. David Hume /hjuːm/, при народженні David Home), 26 квітня (7 травня) 1711 — 25 серпня 1776) — шотландський філософ-емпірист, історик та економіст, діяч епохи Просвітництва,найбільше відомий своїми працями у галузі епістемології. Г'юма часто називають провідним філософом-скептиком вісімнадцятого сторіччя.

## Життєпис
Народжений в сім'ї юриста 26 квітня (7 травня) 1711, Дейвід провів перші роки свого життя в Единбурзі. Освіту здобув у Единбурзькому університеті. Почав навчатися там у дуже ранньому віці — дванадцятирічним (за іншими даними йому було десять), тоді як зазвичай навчання в університеті починалося з 14 років. 1734 року, відвідавши своїх англійських родичів, Г'юм виявив, що вони вимовляють прізвище Home не на шотландський манер, і власним рішенням змінив написання свого прізвища з Home на Hume, аби зберегти його звичне вимовляння (/hjuːm/) і будучи в Англії. У 1734—1737 рр. Г'юм перебував у Франції, де написав чернетку своєї праці «Трактат про людську природу» (англ. A Treatise of Human Nature), анонімно опублікованої в Лондоні у 1739-1740 роках. 
«Трактат» Г'юма не мав успіху серед тогочасних філософів і читацької публіки, тому після кількарічної перерви Г'юм повторно виклав свої ідеї у двох нових філософських творах: «Розвідка про людське розуміння» (англ. An Enquiry Concerning Human Understanding, 1748) і «Розвідка про принципи моралі» (англ. An Enquiry Concerning the Principles of Morals, 1751). Після цього Г'юм перейшов від філософії до історії, написавши найпопулярніший за його життя твір: шеститомну «Історію Англії» (англ. The History of England, 1754–1761). 
Серед пізніх творів Г'юма на найбільшу увагу заслуговують посмертно опубліковані «Діалоги про природну релігію» (англ. Dialogues Concerning Natural Religion, 1779), де троє персонажів обговорюють природу Бога (не сумніваючись в його існуванні) з принципово різних філософських і богословських позицій. Г'юм був військовим аташе, бібліотекарем, а 1763 року став особистим секретарем лорда Гертфорда — британського посла у Парижі. У 1769 році Г'юм повернувся до Единбурга, де й помер 25 серпня 1776 року.

## Філософія

### Емпіризм
Філософія Г'юма стала наступним логічним кроком у розвитку британського емпіризму, чільними представниками якого були Френсіс Бекон, Джон Лок, Джордж Барклі та Ісаак Ньютон. Бекон в «Новому Органоні»[en] (1620) вперше в британській філософії описав методологію експериментального пізнання матеріального світу, достовірність якого гарантує не Бог, а дотримання чітко визначених пізнавальних процедур. Цим епістемологія Бекона принципово відрізнялася від епістемології Декарта, де гарантом достовірності нашого чуттєвого пізнання виступає Бог. Лок продовжив і розвинув міркування Бекона, спробувавши якнайчіткіше визначити, наскільки достовірним може бути наше чуттєве пізнання речей без звернення до Бога. 
Зона достовірного пізнання в Лока вийшла дуже обмеженою: вона охоплювала лише декілька так званих «первинних» властивостей речей (як-от протяжність, щільність, рух, кількість та зовнішня форма); інші ж властивості речей нам достеменно невідомі й ніколи не будуть відомі, оскільки наше сприйняття цих речей залежить не стільки від речей, скільки від нас та конкретних обставин (такими є смак, колір, запах, тощо). Ця невизначеність не влаштувала Барклі, який побачив у ній джерело неусувного скептицизму, від якого лише маленький крок до атеїзму. Барклі вирішив побити скептицизм його ж зброєю: використовуючи прийоми Секста Емпірика, він спершу довів, що «первинні» властивості речей не менш суб'єктивні, ніж решта, а потім додав до цього, що справжнім джерелом скептицизму є наше припущення про «матеріальну субстанцію», яка буцімто є основою незалежного від нас існування «матеріальних речей». 
Якщо відмовитися від цього припущення й визнати, що у світі є лише «духовна субстанція» (Бог та «обмежені духи», у т.ч. люди), ми заодно втратимо будь-які підстави для скептичного сумніву, «а чи сприймаємо ми своїми чуттями речі саме такими, якими ці речі є насправді» (адже ніяких «речей» немає, а є лише Бог, який дає нам відчути те або це). Г'юм же помітив і констатував, що припущення про існування Бога так само позбавлене раціонального підґрунтя, як і припущення про існування «матеріальної субстанції». Таким чином, саме Г'юм довів емпіризм до його логічного завершення: людина має справу лише з власними чуттєвими враженнями, які формують в її розумі певні «ідеї», але нам невідомо й ніколи не буде відомо, хто або що у зовнішньому світі викликає ці наші враження та ідеї.посилання→

### Скептицизм
Цей висновок зробив з Г'юма послідовного скептика. Після Монтеня Г'юм став наступним чільним європейським філософом, який відкрито виступив на захист скептицизму. Проте скептицизм Г'юма виявився принципово відмінним від скептицизму і Монтеня, і Секста Емпірика. Цей останній розвивав свій скептицизм насамперед з терапевтичною метою: якщо вас мучить неспроможність достеменно з'ясувати, яка філософська школа обстоює достовірну картину світу і яка школа медицини достовірно описує внутрішній устрій людського тіла, ви можете заспокоїтися на тому, що в царині наших чуттєвих вражень все однаково безсумнівно (ми просто «відчуваємо те, що відчуваємо»), натомість будь-яка відповідь на питання, «що саме стоїть за нашими чуттєвими враженнями», однаково сумнівна (якими речі є «насправді», нам невідомо й не факт, що колись буде відомо). 
Монтень додав до цього практичний висновок: якщо ви не знаєте, хто правий у суперечці католиків з протестантами, ви не маєте кращого виходу, ніж спиратися на традицію (тобто бути католиком), бо людський розум (до якого активно апелювали протестанти) все одно неспроможний знайти щось достовірніше. Г'юм натомість спробував проаналізувати, як нам вдається сформувати цілісну картину світу, маючи справу лише з набором отриманих нами чуттєвих «вражень», які ми обробляємо силами власного розуму.посилання→

### Каузальність
Центральною проблемою при цьому виявилася проблема каузальності. Питання Г'юма максимально стисло можна сформулювати так: на якій підставі ми висновуємо, що подія А спричинила подію Б, якщо основою для такого висновку є лише наше послідовне чуттєве сприйняття спершу події А, а потім події Б? Ми можемо сприйняти кожну з цих подій, але ми не сприймаємо чуттями той факт, що перша з них спричиняє другу. Цю проблему Г'юм розв'язує посиланням на звичку: якщо ми багато разів сприймаємо однакову послідовність подій А і Б, ми, звикнувши до цієї послідовності, починаємо очікувати Б після А й робимо висновок, що подію Б спричиняє саме подія А. Такою, згідно Г'юму, і є людська природа. 
Згодом ця постановка питання глибоко вразила Іммануїла Канта, який, слідом за Г'юмом, підтвердив непізнаваність для нас навколишніх речей, якими вони є «самі по собі», але замість звички як єдиної основи нашої ідеї каузальності постулював цілу низку вроджених настанов людського розуму і на рівні чуттєвості (так звані «апріорні форми чуттєвості» - простір і час), і на рівні раціональної обробки чуттєвих даних (дванадцять «категорій»).посилання→

## Видання
- Нариси з моралі, політики та літератури (1758)

## Праці українською
- Девід Г'юм. Трактат про людську природу: Спроба запровадження експериментального методу міркування про об'єкт моралі. З англійської переклав Павло Насада[6].